# Małoletni
Małoletni, osoba małoletnia – w rozumieniu polskiego prawa cywilnego osoba, która nie ukończyła 18 lat lub nie zawarła małżeństwa (w wyniku jednego z tych zdarzeń uzyskuje się pełnoletniość). Bycie małoletnim wpływa na zakres zdolności do czynności prawnych oraz na możliwość zasiedzenia nieruchomości będącej własnością małoletniego lub przedawnienia przysługującego mu roszczenia.

## Regulacje prawne
Bieg terminu zasiedzenia nieruchomości stanowiącej własność małoletniego nie może zakończyć się wcześniej niż przed upływem dwóch lat od nabycia przez niego pełnoletniości. To samo dotyczy biegu przedawnienia skierowanego przeciwko małoletniemu, który nie ma przedstawiciela ustawowego.
Według prawa rodzinnego osoba częściowo zdolna do czynności prawnych musi wyrazić zgodę na adopcję i wypowiada się na temat zmiany swojego nazwiska po wyjściu za mąż swojej matki (tj. w kwestii tego, czy przyjmie nazwisko ojczyma) albo przy uznaniu bądź sądowym ustaleniu ojcostwa. Może też dysponować swoimi własnymi dochodami (rodzice nimi nie dysponują), o ile sąd opiekuńczy inaczej nie postanowi.
W prawie karnym pojęcia małoletniego, nieletniego i młodocianego są różne od siebie:
- nieletni – osoba, która nie ukończyła 17 lat (niezależnie od tego, czy jest pełnoletnia, czy nie)[2],
- młodociany – sprawca czynu zabronionego, który „w chwili popełnienia czynu zabronionego nie ukończył 21 lat i w czasie orzekania w pierwszej instancji 24 lat”[3],
- małoletni – występuje w ustawie o przeciwdziałaniu narkomanii (gdy mowa o tym, że sprzedaż narkotyków małoletniemu powoduje zaostrzenie kary) oraz we fragmentach kodeksu karnego dotyczących, między innymi, obcowania płciowego i rozpijania. W obu przypadkach to pojęcie rozumie się tak jak w prawie cywilnym.

## Znaczenie pozaprawne
Potocznie małoletnim nazywa się człowieka młodego, najczęściej w wieku szkolnym, do momentu uznania go za dorosłego, po spełnieniu kryteriów dorosłości. Osoba małoletnia nie posiada (ze względu na swój wiek, niewielkie doświadczenie lub niepełne rozwinięcie psychiczne lub fizyczne) pełni praw przysługujących pełnoletnim (starszym, bardziej doświadczonym, w pełni rozwiniętym fizycznie) członkom społeczności, w której żyje. W języku potocznym określenia „małoletni”, „niepełnoletni”, „nieletni” i „dziecko” zwykle są używane zamiennie.